# 高ドッキョウ
高ドッキョウ（たかドッキョウ）は、静岡県静岡市清水区と山梨県南巨摩郡南部町の境にある山。高ドッキョーとも書く。標高1134メートル。山梨百名山の1つ。

## 概要
静岡市東部の興津川と、山梨県から南流する富士川の水系に挟まれた、静岡・山梨両県の境となる稜線の一角をなしている。「ドッキョウ」とは「突起（トッキ、ドッケ）」の意ではないかとも言われる。
登山道は急斜面や難所が多く、それほど高くない標高の割には登り応えがあるとされる。また交通の便が悪く、東京などから来る場合、日帰り登山が難しいというが、山頂は富士山や周辺の山々の展望に優れている。

## アクセス
参考文献より。休憩時間等は含まれていない。
- 興津駅→（バス60分）→大平バス停→（60分）→徳間峠入口→（60分）→徳間峠→（120分）→高ドッキョウ
- 興津駅→（バス・但沼車庫乗換え50分）→板井沢バス停→（35分）→樽峠登山口→（50分）→樽峠→（53分）→清水方面展望所→（39分）→高ドッキョウ